# Argi

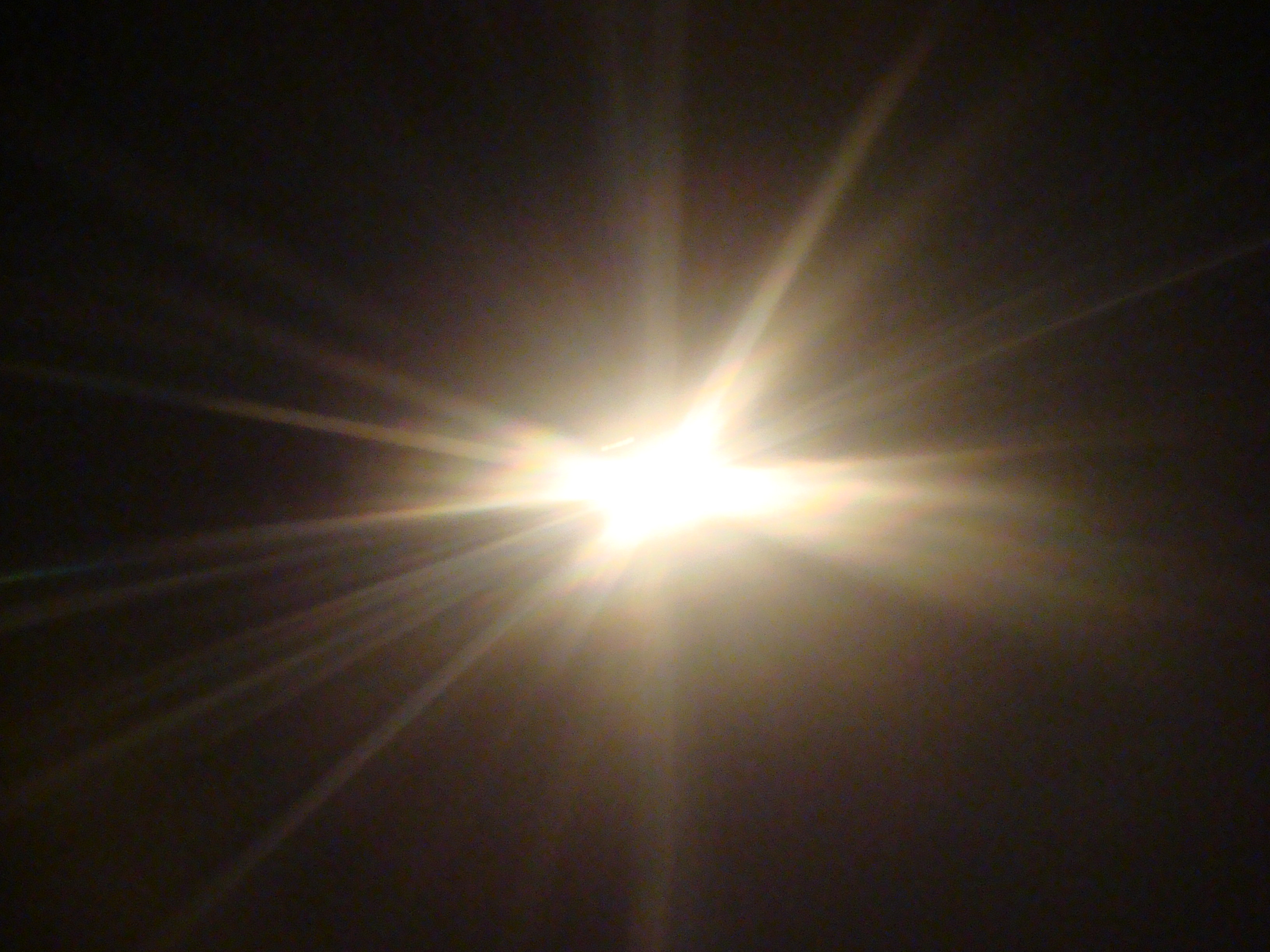
« Argia »

Argi, qui signifie « lumière (de l'âme) » en basque, est un Irelu ou génie nocturne dans la mythologie basque, ».
Les Basques pensent que ce sont les âmes de leurs ancêtres qui se manifestent aux mortels sous la forme d'une lumière. La croyance selon laquelle l'âme des défunts apparaît sous forme de lumière est assez répandue en Vasconie (ancien peuple qui occupait la Navarre actuelle).

## Étymologie
Argi signifie « lumière » en basque. Le suffixe a désigne l'article : argia se traduit donc par « la lumière ».
Argi est aussi un prénom féminin et masculin basque (dérivés : argitxu).

## Description
Génie de la nuit des contreforts du mont Ernio. Il apparaît sous forme de lumière la nuit, généralement dans le désert. Il est possible qu'il soit lié aux âmes des défunts qui, selon les croyances de la majeure partie du Pays basque, sont des lumières et peuvent être vus comme tels, et qu'il s'apparente aux dieux mânes, comme les Izuargi ou Izugarri (âme qui apparaît) d'Ataun, ou comme Iruztargi de la région de Markina qui peut être lié à Jeltxu.
Dans le lexique de la mythologie basque, cela signifie « l'âme des ancêtres » qui, sous forme de lumière, apparaît chez les mortels. Dans les thèmes liés à l'apparence du défunt, les âmes sont représentées par des lumières de formes variées. Lorsqu'une lumière mystérieuse est vue dans une maison, à un carrefour, dans un lieu inhabité, dans un lieu où quelqu'un est décédé, etc., il est courant de dire que c'est l'âme d'une personne décédée qui veut entrer toucher les vivants pour leur confier quelque chose qu'il a laissé inachevé dans sa vie. Celui qui propose de recevoir le message doit vous dire : Zazpi eztatuz urrundi eta aurreti. Zer nai dek?  À distance de sept états et en avant. Que voulez-vous?

## Légendes
À Kortezubi, on croyait que les âmes des défunts apparaissaient avec leurs corps vêtus de la façon dont ils ont été enterrés et avec une bougie allumée dans une main.
À midi, dans une maison d'Izura/Ostabat, apparaissait une flamme sur l'une des cuves du chai. Ceux qui vivaient là savaient bien qu'il s'agissait de l'âme de quelque défunt de leur famille. À la suite de plusieurs apparitions le défunt leur fit savoir qu'il voulait que des messes fussent célébrées à son intention. Ainsi firent-ils et le défunt ne se manifesta plus.
Il y a des endroits où l'on croit que les âmes des défunts apparaissent dans leurs corps, vêtus de la même manière que lorsqu'ils furent enterrés, et tenant une bougie allumée à la main. Dans la région de Meñaka (Biscaye) on dit que cette bougie est un os humain. Cette lumière produite par un os humain se retrouve ailleurs et un des noms est Mairu beso (bras de Mairu).

### Personnalités portant ce prénom
- Pour l'ensemble des articles sur les personnes portant ce prénom, consulter :
  - la liste des articles dont le titre commence par ce prénom
  - les listes produites par Wikidata : Liste des personnes de prénom « Argi » — même liste en incluant les éventuels prénoms composés qui contiennent « Argi ».